# Slip-cueing
Slip-cueing jest nazwą techniki wykorzystywanej przez DJ-ów, polegającej na delikatnym naciśnięciu i zatrzymaniu płyty winylowej bez jednoczesnego zatrzymywania talerza gramofonu. Jest to możliwe dzięki użyciu slipmaty. Uznaje się, iż technikę tę pierwszy raz zastosował Amerykanin Francis Grasso.